# Holohlavy
Holohlavy (en allemand : Holochau) est une commune du district de Hradec Králové, dans la région de Hradec Králové, en République tchèque. Sa population s'élevait à 911 habitants en 2022.

## Géographie
Holohlavy se trouve à 1 km au nord de Smiřice — et fait partie de son agglomération —, à 12 km au nord-nord-est de Hradec Králové et à 105 km à l'est-nord-est de Prague.
La commune est limitée par Habřina au nord, par Černožice à l'est, et par Smiřice au sud et à l'ouest.

## Histoire
La première mention écrite de la localité date de 1318.

## Galerie

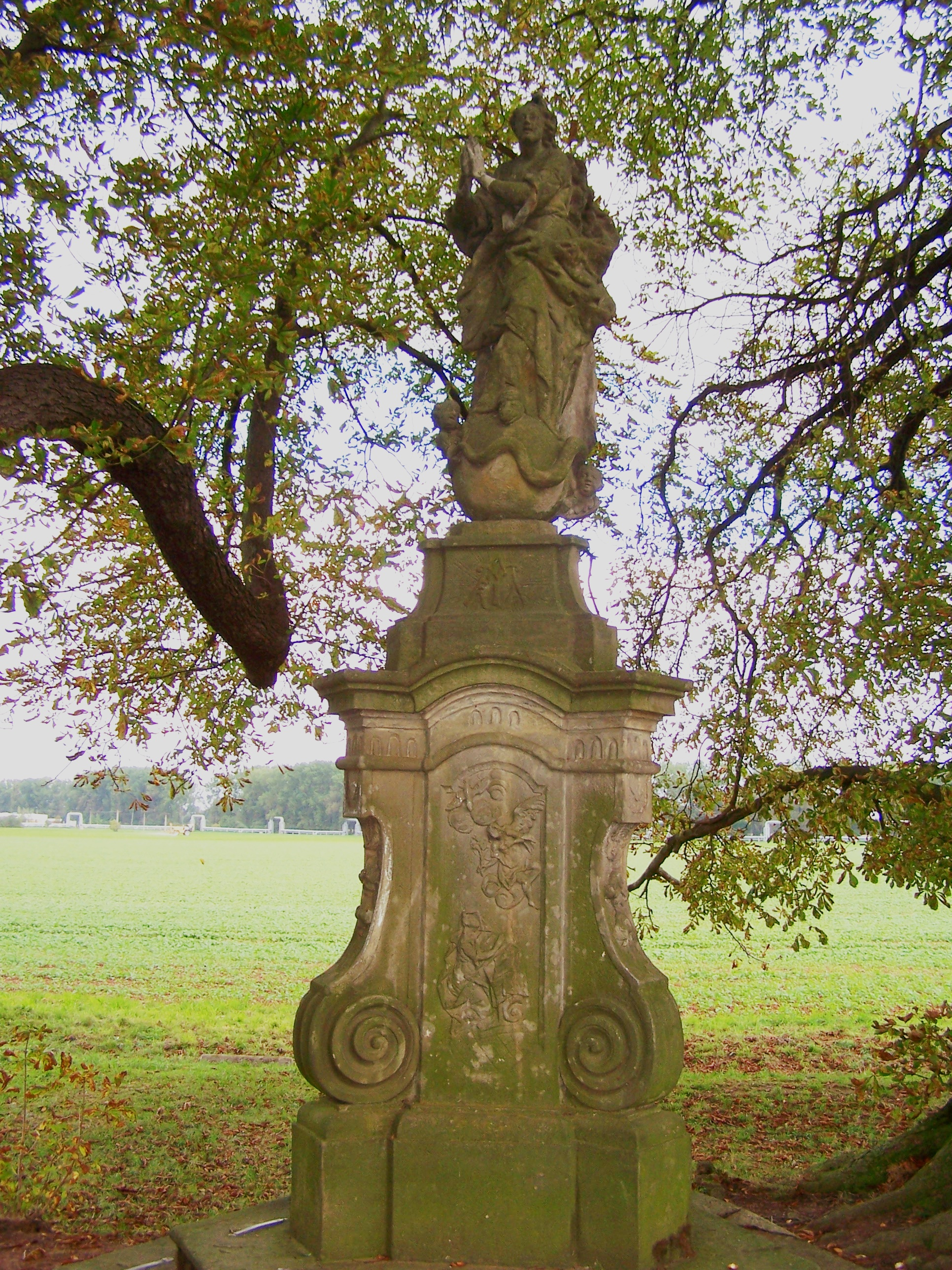
Statue de la Vierge Marie.
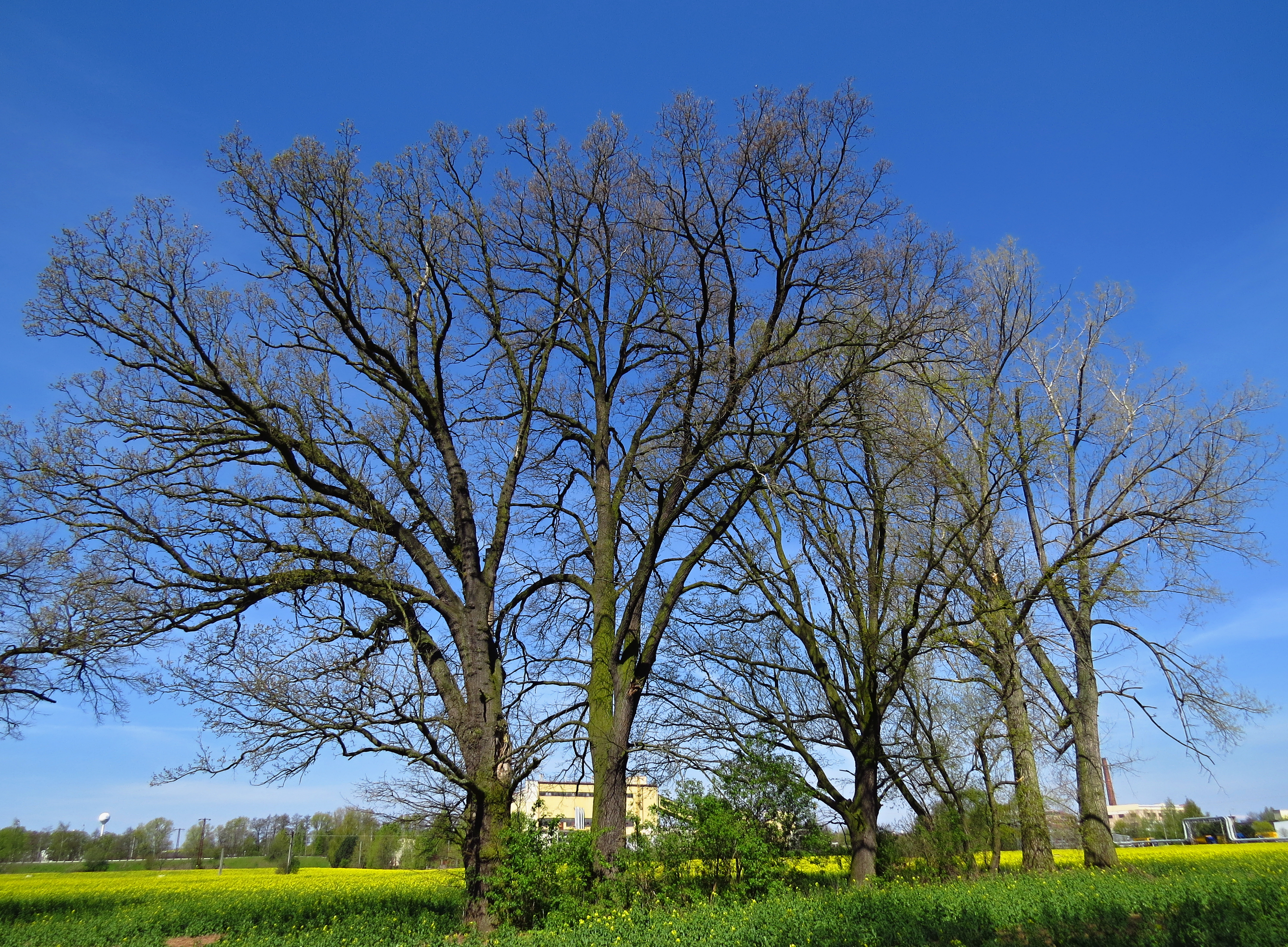
Chênes remarquables.

## Transports
Par la route, Holohlavy se trouve à 7,5 km de Jaroměř, à 15 km de Hradec Králové et à 126 km de Prague. 